# Marquis d'Hertford
Le titre de comte d'Hertford a été créé plusieurs fois dans la pairie d'Angleterre et la pairie de Grande-Bretagne. En 1793, Francis Seymour-Conway, alors comte d'Hertford, a été créé marquis d'Hertford dans la pairie de Grande-Bretagne. Depuis, ce titre est resté dans sa famille.

## Histoire du titre
Gilbert (Fitz Richard) de Clare est créé comte d'Hertford par le roi Étienne d'Angleterre vers 1138. L'historien du XIXe siècle William Stubbs a, de manière erronée, affirmé que c'est son père Richard de Clare († 1136), lord de Clare, qui avait été le premier comte. Cette erreur a été répercutée dans de nombreuses listes depuis.
Lorsqu'il est créé comte de Hertford, le 13 janvier 1559, Edward Seymour est simultanément créé baron Beauchamp of Hache. Le deuxième comte, son petit-fils, est élevé au rang de marquis en 1641, et est restauré au titre de duc de Somerset en 1660, peu avant sa mort. À la mort de John Seymour († 1675), le 3e marquis, sans descendance en 1675, le titre de marquis s'éteint, mais le titre de comte de Hertford et de duc de Somerset passent à un cousin, Francis Seymour.
Le 3 août 1750, Francis Seymour-Conway, 2e baron Conway, est créé vicomte Beauchamp of Hache en même temps que comte d'Hertford. Le 5 juillet 1793, il est élevé au rang de marquis d'Hertford, avec le titre subsidiaire de comte de Yarmouth. Ce dernier titre est porté par l'héritier présomptif.

## Comtes d'Hertford, première création (1138)
- 1138-1153 : Gilbert Fitz Richard de Clare († 1153) ;
- 1153-1173 : Roger de Clare (en) († 1173), frère du précédent ;
- 1173-1217 : Richard de Clare († 1217), fils du précédent ;
- 1217-1230 : Gilbert de Clare (1180-1230), fils du précédent ;
- 1230-1262 : Richard de Clare (1222-1262), 6e comte de Gloucester, fils du précédent ;
- 1262-1295 : Gilbert de Clare (1243-1295), 7e comte de Gloucester, fils du précédent ;
- 1295-1314 : Gilbert de Clare (1291-1314), 8e de Gloucester, fils du précédent.

## Comtes d'Hertford, deuxième création (1537)
- 1537-1552 : Edward Seymour (1506-1552), 1er duc de Somerset, déchu de ses titres en 1552.

## Comtes d'Hertford, troisième création (1559)
- 1559-1621 : Edward Seymour (1539-1621), fils du 1er duc de Somerset ;
- 1621-1660 : William Seymour (1587-1660), petit-fils du précédent. Il est créé marquis d'Hertford en 1641, puis restauré au titre de duc de Somerset en 1660.

## Marquis d'Hertford, première création (1641)
- 1641-1660 : William Seymour (1587-1660), restauré au titre de duc de Somerset en 1660 ;
- 1660-1671 : William Seymour (1651-1671), 3e duc de Somerset. Petit-fils du précédent ;
- 1671-1675 : John Seymour († 1675), 4e duc de Somerset. Oncle du précédent.

À sa mort sans descendance en 1675, le titre de marquis s'éteint. Le titre de comte passe à un cousin.

## Comtes d'Hertford, troisième création (retour)
- 1675-1678 : Francis Seymour (1658-1678), 3e baron Seymour de Trowbridge puis 5e duc de Somerset ;
- 1678-1748 : Charles Seymour (1662-1748), 6e duc de Somerset ;
- 1748-1750 : Algernon Seymour (1684-1750), 7e duc de Somerset.

## Comtes d'Hertford, quatrième création (1750)
- 1750-1794 : Francis Seymour-Conway (1718-1794), 2e baron Conway. Créé marquis de Hertford en 1793.

## Marquis d'Hertford, seconde création (1793)
- 1793-1794 : Francis Seymour-Conway (1718-1794), 2e baron Conway et comte d'Hertford ;
- 1794-1822 : Francis Ingram-Seymour-Conway (1743-1822) ;
- 1822-1842 : Francis Charles Seymour-Conway (1777-1842) ;
- 1842-1870 : Richard Seymour-Conway (1800-1870) ;
- 1870-1884 : Francis Hugh George Seymour (1812-1884), cousin du précédent ;
- 1884-1912 : Hugh de Grey Seymour (1843-1912) ;
- 1912-1940 : George Francis Alexander Seymour (en) (1871-1940) ;
- 1940-1997 : Hugh Edward Conway Seymour (en) (1930-1997) ;
- depuis 1997 : Henry Jocelyn Seymour (en) (né en 1958).

Son fils et héritier apparent est William Francis Seymour, comte de Yarmouth (né en 1993).